# Gustaf Samuelsson
Gustaf Samuelsson (* 8. April 1985 in Märsta, Schweden) ist ein schwedischer Handballspieler.
Samuelsson, der in der Saison 2009/10 für den deutschen Zweitligisten Ahlener SG (Rückennummer 2) spielte, ist im Rückraum vielseitig einsetzbar.
Gustaf Samuelsson kam schon früh ins Handballinternat des Skånela IF. Dort debütierte er auch in der schwedischen zweiten Liga. 2006 wurde Samuelsson vom norwegischen Erstligisten Haugaland HK verpflichtet, der gerade in die norwegische Eliteserie aufgestiegen war. Mit den Männern aus Haugesund zog er 2008 ins Finale Four um die norwegische Meisterschaft ein und avancierte dort mit 64 Treffern zum viertbesten Torschützen. Daraufhin wechselte Samuelsson – ebenso wie sein Teamkollege Johan Andersson – zum deutschen Zweitligisten Wilhelmshavener HV. Nach einer Spielzeit in Wilhelmshaven wechselte er zum Ligarivalen Ahlener SG. 2010 verließ er Ahlen. Seither spielt er für HIF Karlskrona.